# Milan Blažeković
Milan Blažeković (Zagreb, 6. srpnja 1940. – Zagreb, 30. svibnja 2019.) bio je hrvatski redatelj, animator i crtač crtanih filmova.

## Životopis i stvaranje
Milan Blažeković završio je gimnaziju u Zagrebu. Tijekom srednjoškolskih dana surađuje na listu Kerempuh. Nakon završene srednje škole, 1958. godine počinje raditi u Zagreb filmu kao fazer, te tijekom godina napreduje do glavnog crtača i glavnog animatora. Radi na više filmova iz serije Slučajevi i u seriji Inspektor Maska.
Tijekom godina režira niz animiranih, reklamnih i dječjih filmova. Ples gorila njegov je debitantski film iz 1968. godine. Uslijedili su Vergl (1969.), Jabuka (1969.), Circulos vitiosus (1969.), ! (1969.), NO 412-676 (1969.), Ikar (1969.), Largo (1970.), Čovjek koji je morao pjevati (1970.), Ribe (1970.), Stolica (1970.), Kišobran (1971.), Bazen (1971.), Kolekcionar (1971.), Overture 2012 (1976.), Palčić (1980.) i Guernica Croatica (1991.). 
Godine 1986. režira svoj prvi dugometražni animirani film Čudesnu šumu, a 1990. i njegov nastavak Čarobnjakov šešir. Godine 1997. režira cjelovečernji animirani film za djecu Čudnovate zgode šegrta Hlapića, prema romanu Ivane Brlić-Mažuranić, koji postaje najgledaniji hrvatski film u kinima. Čestit Božić, animiranu božićnu razglednicu režira 1998. godine.
Blažeković tijekom godina na filmu sudjeluje i kao scenarist. Godine 1970. potpisuje scenarij animiranog filma Largo. Slijede filmovi Bonifacije i toranj, Bonifacije i rupa, Bonifacije i drvo, Kolekcionar, Kasa i Guernica Croatica, kratki animirani film o Domovinskom ratu u Hrvatskoj.
Radio je i kao scenograf u dječjim emisijama. Godine 2005. režira kratki animirani film Sjene sjećanja prema scenariju Arsena Dedića.

## Nagrade
Film The End nagrađen je brončanom medaljom 1970. godine u Atlanti i u Londonu; film Čovjek koji je morao pjevati nagrađen je u Londonu 1971. godine.
Godine 1997. dobio je godišnju nagradu Vladimir Nazor za filmsku umjetnost.

## Vanjske poveznice
- Blažeković, Milan, Hrvatska enciklopedija
- Milan Blažeković - od zagrebačke škole do diznijevskog stila – Kino Tuškanac